# Nikolaj Kljujev

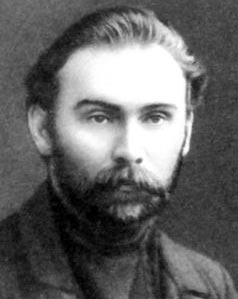
Nikolaj Kljujev

Nikolaj Aleksejevitj Kljujev (ryska: Никола́й Алексе́евич Клю́ев, ibland translittererat från kyrilliska alfabetet som Kljuev, Kluev, eller Klujev) född 10 oktober 1884 i Olonetsk, död 25 oktober 1937 i ett sibiriskt fångläger, var en rysk poet. 
Kljujev var influerad av symbolismen, nationalism, och rysk folklore. Hans mor var en sångerska som sjöng folkliga ballader. Han levde några år i kloster som ung. 1912 kom hans första diktsamling, Sosen perezvon. Han tillhörde den social-revolutionära gruppen Skify och gav ut tre diktsamlingar på gruppens förlag i Berlin under åren 1920-1922.
Kljujev var nära vän och mentor till Sergej Jesenin. Han arresterades 1933, och avrättades 1937. År 1957 rentvåddes han men förtegs fram till 1977 då en utgåva av hans verk kom ut i Leningrad.